# Lepanthes antiopa
Lepanthes antiopa är en orkidéart som beskrevs av Carlyle August Luer. Lepanthes antiopa ingår i släktet Lepanthes och familjen orkidéer. Inga underarter finns listade i Catalogue of Life.